# Hanovra
Hanovra (în germană Hannover) este un oraș, capitala landului Saxonia Inferioară (Niedersachsen) din Germania.
A nu se confunda cu Regiunea Hanovra (Region Hannover), care are o întindere mai mare și cuprinde orașul Hanovra.

## Transporturi
Hanovra este conectată din anul 1988 la Linia de cale ferată de mare viteză Hanovra-Würzburg. Trenurile ICE circulă pe această linie cu viteza de 280km/oră, iar trenurile de marfă cu 160km/oră.

## Personalități născute aici
- George I al Marii Britanii (1660 — 1727), rege al Regatului Unit;
- Christian Ferdinand Abel (1682 - 1761 ), violonist;
- George al II-lea al Marii Britanii  (1683 - 1760), rege al Regatului Unit;
- Sofia Dorothea de Hanovra (1687 - 1757), fiică a lui George I;
- Johann Hartwig Ernst von Bernstorff (1712 - 1772), om de stat;
- Andreas Peter Bernstorff (1735 – 1797), om de stat;
- Rudolf Erich Raspe (1736 - 1794), scriitor;
- Sir William Herschel (1738 - 1822, astronom;
- Caroline Herschel (1750 - 1848), astronomă;
- Johann Anton Leisewitz (1752 - 1806), scriitor;
- August Wilhelm Iffland (1759 - 1814), dramaturg;
- Salomon Heine (1767 - 1844), comerciant, bancher;
- August Wilhelm Schlegel (1767 - 1845), scriitor, critic literar;
- Charlotte Georgine de Mecklenburg-Strelitz (1769 – 1818), ducesă;
- Friedrich Schlegel (1772 - 1829), critic literar, frate al lui August Wilhelm Schlegel;
- Louise de Mecklenburg-Strelitz (1776 – 1810), regină a Prusiei;
- Georg, Mare Duce de Mecklenburg (1779 – 1860); duce de Mecklenburg;
- Johann Friedrich Ludwig Hausmann (1782 - 1859), mineralog;
- Ernst Heinrich Friedrich Meyer (1791 - 1858), botanist;
- Friedrich Gottlieb Bartling (1798 - 1875), botanist;
- Hermann Wendland (1825 – 1903), botanist;